# Robert Moch
Robert »Bob« Gaston Moch, ameriški veslač, * 20. junij 1914, † 18. januar 2005.
Moch je za ZDA nastopil na Poletnih olimpijskih igrah 1936 v Berlinu, kjer je kot krmar v osmercu osvojil zlato medaljo.